# 岐阜県道・愛知県道20号瑞浪大野瀬線

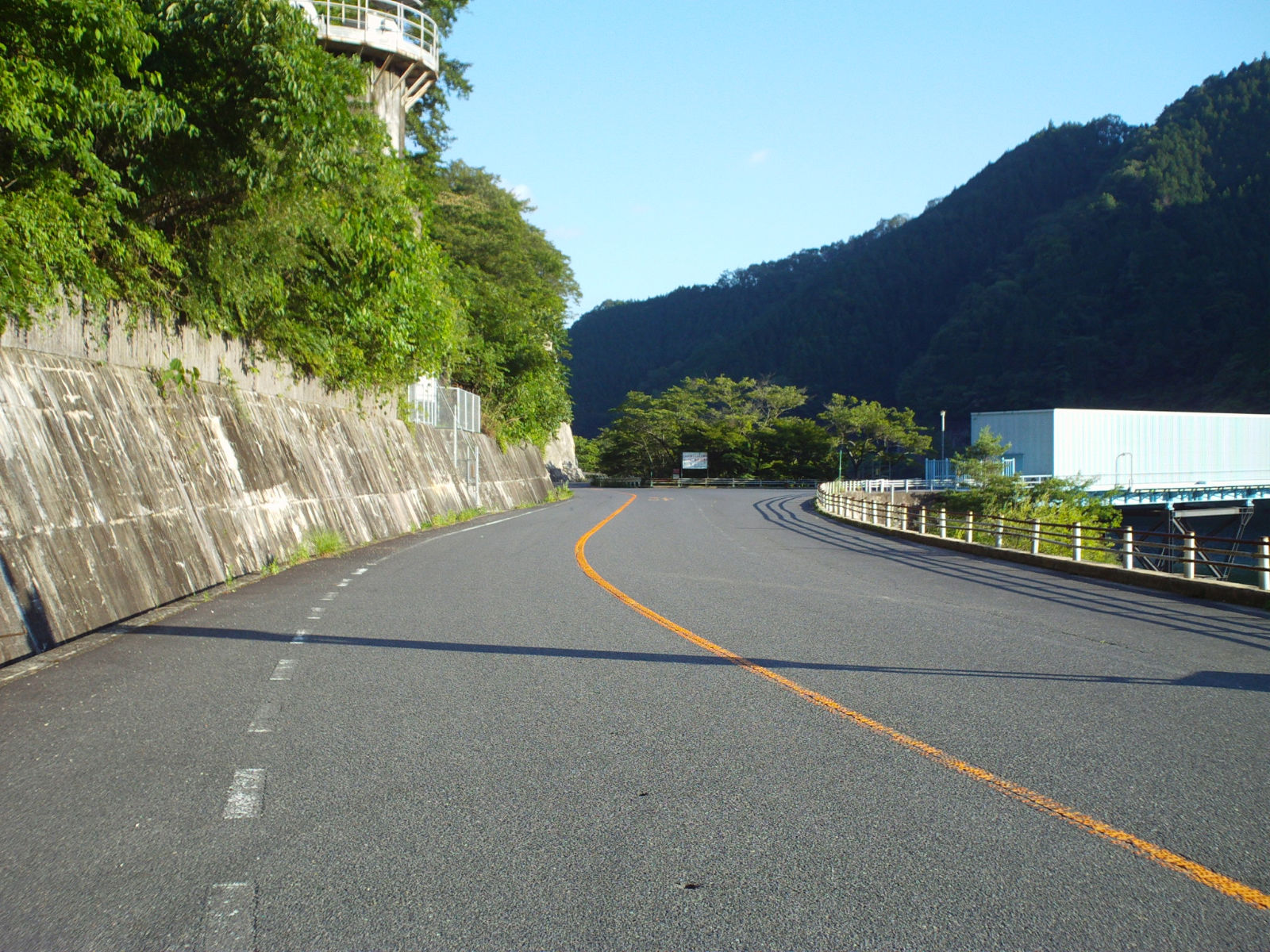
矢作ダム周辺（2011年7月）

岐阜県道・愛知県道20号瑞浪大野瀬線（ぎふけんどう・あいちけんどう20ごう みずなみおおのせせん）は、岐阜県瑞浪市から愛知県豊田市に至る県道（主要地方道）である。

## 概要
ほぼ全線が山の中を通る。途中、岐阜県から愛知県に入り、その後また岐阜県に戻って、矢作ダムのすぐ横を通り、再び愛知県に入って終点となる。矢作ダム周辺は片側1車線が確保されているが、国道419号の付近と国道153号と国道257号の間は狭隘な道がある。

### 路線データ
- 起点：岐阜県瑞浪市土岐町（岐阜県道389号瑞浪停車場線交点）
- 終点：愛知県豊田市大野瀬町（国道153号交点）
- 総距離：約49.8 km

## 歴史
- 1977年（昭和52年）2月28日  - 愛知県道認定
- 1983年（昭和58年） - 前年4月に建設省（現・国土交通省）が指定した主要地方道改正に伴い県道12号豊田瑞浪線の岐阜県域を編入（県道12号を廃止）。
- 1993年（平成5年）5月11日 - 建設省から、県道瑞浪大野瀬線が瑞浪大野瀬線として主要地方道に再指定される[1]。

## 路線状況

### 別名
- 奥矢作さくら街道（恵那市）

### 重複区間
- 岐阜県道66号多治見恵那線（瑞浪市稲津町小里・下小里交差点 - 瑞浪市稲津町小里・小里交差点）
- 国道363号（瑞浪市陶町大川・大川交差点 - 瑞浪市陶町大川）
- 国道419号（瑞浪市陶町大川 - 豊田市大ケ蔵連町）
- 岐阜県道109号上仁木明智線（恵那市明智町阿妻）
- 愛知県道11号豊田明智線（豊田市浅谷町）
- 国道257号（豊田市押山町ススベ - 恵那市上矢作町小田子）

## 地理

### 通過する自治体
- 岐阜県
  - 瑞浪市
  - 恵那市
- 愛知県
  - 豊田市

路線は岐阜県恵那市と愛知県豊田市を数度越境する。

### 交差する道路
- 岐阜県道389号瑞浪停車場線（瑞浪市土岐町、起点）
- 国道19号（瑞浪市土岐町・市原交差点）
- 岐阜県道66号多治見恵那線（瑞浪市稲津町小里・下小里交差点）
- 岐阜県道66号多治見恵那線（瑞浪市稲津町小里・小里交差点）
- 岐阜県道33号瑞浪上矢作線（瑞浪市稲津町小里・下川折交差点）
- 国道363号（瑞浪市陶町大川・大川交差点）
- 国道363号（瑞浪市陶町大川）
- 国道419号（瑞浪市陶町大川）
- 国道419号（豊田市大ケ蔵連町）
- 岐阜県道109号上仁木明智線（恵那市明智町阿妻）
- 岐阜県道109号上仁木明智線（恵那市明智町阿妻）
- 愛知県道11号豊田明智線（豊田市浅谷町）
- 愛知県道11号豊田明智線（豊田市浅谷町）
- 国道257号（豊田市押山町ススベ）
- 愛知県道356号大野瀬小渡線（豊田市押山町ススベ）
- 国道257号（恵那市上矢作町小田子）
- 国道153号（豊田市大野瀬町、終点）

### 沿線にある施設など
- 中京高等学校
- 恵那市串原振興事務所
- 矢作第2ダム
- 矢作ダム
- 串原郷土館